# .bv
.bv je internetová národní doména nejvyššího řádu určená pro Bouvetův ostrov. Ten je ovšem neobydlený a navíc je norským teritoriem, je pro něj tedy teoreticky připravena norská ccTLD .no.